# Fares Ibrahim
Fares Ibrahim Saed Hassouna El-Bakh (فارس ابراهيم سعد حسونة الباخ) (født 4. juni 1998) er en vægtløfter.
Han repræsenterede Qatar under sommer-OL 2016 i Rio de Janeiro, hvor han blev nummer 7 i 85 kg.
Under sommer-OL 2020 i Tokyo, der blev afholdt i 2021, vandt han guld.
Til OL i 2016 i 85 klassen løftede han 158 KG i træk og 203 i stød med en tokamp på 361 kg
Til OL 2020 (2021) i 96 kg klassen løftede han 177 kg i træk og 225 i stød (OL rekord) med en tokamp på 402 (OL rekord)